# Алакуртті
Алакуртті (фін. Alakurtti) — село, адміністративний центр Алакурттського сільського поселення у складі Кандалакського району Мурманської області, Росія. Село розташовано у південно-західній частині Кольського півострова, у долині на березі річки Тунтсайокі. Районний центр, місто Кандалакша, розташоване за 115 км на схід, обласний центр, місто Мурманськ, розташоване за 351 км на північний схід від Алакуртті.
Населення — 3424 чол. (2010).